# 约瑟夫·布罗茨基故居博物馆
约瑟夫·布罗茨基故居博物馆 (俄语：Музей-квартира И. А. Бродского，英语：Apartment Museum of Joseph Brodsky)是一个非正式的纪念博物馆，由圣彼得堡市长创建于2006年，旨在保存1960-1990年时期的文化和文学的记忆。其核心人物是最大的诗人和诺贝尔奖得主约瑟夫·布罗茨基。将来，博物馆的概念将会类似安娜·阿赫玛托娃文学纪念博物馆。
约瑟夫·布罗茨基故居位于中区铸造厂大街（Литейный проспект）24号穆鲁齐大楼（Дом Мурузи）内。1955-1972年期间，约瑟夫·布罗茨基曾租住此处的公寓。由于博物馆的创建者只是获得了这个住宅单元，未能获得整栋公寓，博物馆尚未能正式运作。